# Daa
Daa eller Daae er en dansk uradelslægt stammende fra Sønderjylland. Med generalmajor Gregers Daas død 20. december 1712 ophørte adelskabet. En borgerlig slægt med navnet, hvis medlemmer er efterkommere af Gregers Daa, findes flere steder i Danmark. 

## Våbenskjold
Slægtens våbenskjold har en skråtstående, rød, tretindet mur i et blåt felt. På hjelmen er to af rødt og blåt delte vesselhorn.

## Historie
Adelsslægten Daa forekommer fra midten af 14. århundrede og delte sig i 15. århundrede i en sjællandsk og en fynsk linje. Slægtens mest kendte er den rige rigsadmiral Claus Daa til Ravnstrup, Borreby m.m. (1579-1641), der deltog med hæder som rytterofficer i Kalmarkrigen og 1625 blev medlem af rigsrådet. 1630 udnævntes han til rigsadmiral og førte en flåde mod Hamburg, dog ikke til kong Christian 4.s tilfredshed. Året efter var han kongens udsending til Haag og blev 1633 ridder. Hans ældste søn, Oluf Daa til Holmegård (f. 1606), ligesom faderen en ivrig talsmand for adelens rettigheder, blev 1648 kong Frederik 3.s rentemester og var nøje knyttet til Corfitz Ulfeldt, hvorfor han efter dennes fald 1651 mistede sit embede og i nogle år måtte opholde sig i udlandet, hvorfra han tilskrev kongen et trusselsbrev. En yngre søn af Claus Daa, Valdemar Daa til Borreby og Bonderup (1616-1691), var en ivrig alkymist og kom ved sit guldmageri i stor armod. Oluf Daas søn, Claus Daa til Daasborg, blev 1678 myrdet af en af sin hustrus, Sophie Amalie Lindenovs elskere (hun fik 1681 Daasborg ophøjet til Baroniet Lindenborg. Valdemar Daas søn, oberst Gregers Daa til Hald (1658-1712), der 1694 blev gift med baronesse Jeanne Marie Rüse, faldt som fører af det danske rytteri i Slaget ved Gadebusch 20. december 1712. Gregers Daa var sidste adelsmand af slægten Daa.
Af andre bekendte mænd af denne æt kan nævnes: Oluf Daa, død 1461 som biskop i Roskilde, hvor han 1452 stiftede de 12 apostles alter i Roskilde Domkirke med betydeligt jordegods. Herluf Trolle Daa til Snedinge (1565-1630) og Jørgen Daa (død 1619) var begge admiraler under Kalmarkrigen; den sidstnævnte udmærkede sig 1611 ved at erobre 7 svenske skibe ved Elfsborg, hvorfor han forlenedes med Holbæk Slot.

## Nulevende dansk borgerlig slægt
Gregers Daa var gift med baronesse Jeanne Marie Rüse, men fik med Sidsel Lauridsdatter, der var korporalsfrue i Daas regiment, sønnen Gregers Gregersen Daae (1711-1765), fra hvem den nulevende borgerlige slægt stammer.
Generalmajorens elskerinde gav han bopæl i et hus i Lysgård Sogn. Sissel Lauridsdatter blev flyttet til til et så afsides sted som Fur Sogn for at føde i dølgsmål (hemmeligt).
Barnet blev døbt 22. juli 1711. Præstens egen datter Kirstine Højer stod fadder. Generalmajorens navn er nævnt i dåbstilførslen, men ikke som fader til barnet: "Sissel Lauritsdatter høre under ham". Dernæst viser barnets navn, patronymet Gregers Gregersen, at hans fader hed Gregers til fornavn. I den tid, det her drejer sig om, 1711 og frem, vil nyfødte uvægerligt bære et patronymikon bestående af faderens fornavn med -sen i slutningen. 
Efter Fur Kirkebog fremtræder barnet formelt som ægtefødt, hvilket ikke burde være muligt.